# Eochelidium bulytschevae
Eochelidium bulytschevae is een vlokreeftensoort uit de familie van de Oedicerotidae. De wetenschappelijke naam van de soort is voor het eerst geldig gepubliceerd in 1975 door Kudrjaschov & Nina Liverjevna Tzvetkova.